# Endoxyla phaeocosma
Endoxyla phaeocosma is een vlinder uit de familie van de Houtboorders (Cossidae). Deze soort is voor het eerst wetenschappelijk beschreven als Xyleutes phaeocosma door Alfred Jefferis Turner in een publicatie uit 1911.
De soort komt voor in Noord-Australië. 